# Gisela Lehwald
Gisela Lehwald (* 1. Oktober 1950 in Maumke, heute Lennestadt) ist eine deutsche Politikerin der SPD.

## Ausbildung und Beruf
Gisela Lehwald legte 1971 ihr Abitur ab. Von 1971 bis 1978 absolvierte sie ein Studium an der Ruhr-Universität Bochum und von 1978 bis 1981 an der GHS Siegen der Fächer Germanistik und Sozialwissenschaften. Sie legte das 1. und 2. Staatsexamen für das Lehramt an Gymnasien ab. Von 1984 bis 1988 war sie Kursleiterin "Deutsch für Ausländer" an der Volkshochschule Olpe. Ab 1988 arbeitete sie als Geschäftsführerin des SPD-Unterbezirks Dortmund. Dieses Beschäftigungsverhältnis ließ sie ruhen.

## Politik
Gisela Lehwald ist seit 1970 Mitglied der SPD. Sie ist Mitglied des Parteirates seit 1990. Von 1988 bis 1994 war sie AsF-Unterbezirksvorsitzende. Von 1984 bis 1994 war sie Mitglied des Rates der Stadt Olpe. Mitglied des Kreistages wurde sie 1994. Lehwald ist stellvertretende Vorsitzende der SGK im Kreisverband Olpe.
Gisela Lehwald war vom 6. Dezember 1994 bis zum 31. Mai 1995 und vom 4. Januar 1999 bis zum 1. Juni 2000 Mitglied des 11. und 12. Landtags von Nordrhein-Westfalen, in den sie jeweils nachrückte.